# Centronia reticulata
Centronia reticulata är en tvåhjärtbladig växtart som beskrevs av José Jéronimo Triana. Centronia reticulata ingår i släktet Centronia och familjen Melastomataceae.
Artens utbredningsområde är Peru. Inga underarter finns listade i Catalogue of Life.